# جزيرة سامبيت
جزيرة سامبيت وهي جزيرة من جزر إندونيسيا، وتقع في إقليم كالمنتان الشرقية، في بحر سيليبس ضمن أرخبيل بورنيو.